# Lệ Thủy (nghệ sĩ)
Lệ Thủy (sinh ngày 20 tháng 5 năm 1948) là nữ nghệ sĩ cải lương nổi tiếng người Việt Nam. Bà được mệnh danh là "Cô đào ngoại hạng" của sân khấu cải lương miền Nam. Bà kết hợp cùng Nghệ sĩ Minh Vương tạo thành cặp đào kép ăn ý qua nhiều vai diễn vang bóng.

## Sự nghiệp

### Trước 1975
Bà tên thật là Dương Thị Lệ Thủy, về sau đổi thành Trần Thị Lệ Thủy, sinh ngày 20 tháng 5 năm 1948 trong một gia đình nông dân nghèo tại làng Đông Thành, huyện Bình Minh, tỉnh Vĩnh Long. Gia đình bà có 8 chị em, trong đó, bà là chị cả.
Do cuộc sống khó khăn, từ nhỏ, bà đã theo gia đình lên Sài Gòn để mưu sinh. Năm 10 tuổi, nghệ sĩ Tư Long làm ở ban văn nghệ xóm bên tình cờ nghe bà ca vọng cổ, đã mời bà tham gia và gửi theo học ca cổ với thầy Năm Truyền làm thợ hớt tóc ở Khánh Hội. Sau đó, Lệ Thủy được gửi sang học bài bản cải lương với nhạc sĩ Tám Đen. Lúc đó, các em của Lệ Thủy liên tục đau ốm, gia đình nợ nần tứ phía. Không tiếp tục đến trường được do không có khai sinh, Lệ Thủy đã phải làm việc sớm để phụ giúp gia đình và quyết định xin đi theo làm việc ở gánh Trâm Vàng (Biên Hòa, Đồng Nai) để đỡ gánh nặng cho ba má.
Khởi đầu nghiệp cầm ca từ đoàn hát Trâm Vàng khi tuổi đời còn quá trẻ. Ban đầu, bà chỉ được giao việc ngâm thơ hậu trường. Năm 13 tuổi, Lệ Thủy mới được thế các vai kép con và sau đó là những vai đào nhì khác.
Một thời gian sau, Lệ Thủy rời Trâm Vàng để về đoàn Kim Chung của ông bầu Long (một đại bang lớn có đến 7 đoàn hát). Tại sân khấu này, Lệ Thủy đã được soạn giả Ngọc Văn nhận làm con nuôi, ông viết nhiều kịch bản đưa Lệ Thủy đóng từ các vai phụ cho đến vai chính .
Năm 1963, sau những bước đi đầu tiên tạo được ấn tượng, ông bầu Long lập đoàn Kim Chung 3. Lệ Thủy chuyển sang làm đào chính diễn chung với kép Thanh Hải trong các vở Bẽ bàng duyên mới, Sương gió bến Tầm Vương,... Tên tuổi của Lệ Thủy bắt đầu nổi lên, trở thành cô đào chính sáng giá lúc vừa tròn 15 tuổi.
Năm 1964, Lệ Thủy đoạt Huy chương Vàng triển vọng giải Thanh Tâm, cùng đợt với nghệ sĩ Thanh Sang, một giải thưởng danh giá bậc nhất của sân khấu cải lương thời bấy giờ.
Năm 1970, Lệ Thủy chuyển về hát cho đoàn Kim Chung 5, tại đây Lệ Thủy đóng cặp với Minh Phụng tạo thành cặp đào – kép ăn ý, được báo chí thời đó phong tặng là cặp "Bão biển đang dâng cao" vì mang lại doanh thu cao cho đoàn qua các vở Xin một lần yêu nhau, Đêm lạnh chùa hoang, Kiếp nào có yêu nhau,... 

### Sau 1975
Năm 1975, Lệ Thủy gắn bó với Đoàn văn công Thành phố Hồ Chí Minh qua các vở diễn Cây sầu riêng trổ bông, Tiếng sóng Rạch Gầm, Khi bình minh trở lại,.
Tháng 2 năm 1984, Lệ Thủy được vinh dự tham gia Đoàn nghệ sĩ lưu diễn Tây Âu    cùng với nghệ sĩ Bạch Tuyết, Diệp Lang, Ngọc Giàu, Minh Vương,... với các vở diễn Đời cô Lựu, Câu thơ yên ngựa,... Được Báo chí thời đó gọi là "Đem chuông đi đánh xứ người" đầu tiên sau sự kiện 30 tháng 4 năm 1975. Sau chuyến đi, các nghệ sĩ trong đoàn đã hợp lại và thành lập Đoàn nghệ thuật 2-84. Vở Tô Ánh Nguyệt và Đời cô Lựu là hai vở tuồng khai trương cho đoàn 2-84, được đánh giá là vô cùng ăn khách. Ở sân khấu này, Lệ Thủy đã diễn vở tuồng Tô Ánh Nguyệt, Áo cưới trước cổng chùa, Trắng hoa mai, Kiếp chồng chung, Lôi vũ,…
Những năm đầu 1990, Lệ Thủy chủ yếu hoạt động ở lĩnh vực video cải lương. Một số vở cải lương từng gắn với tên tuổi nghệ sĩ Lệ Thủy khi hát ở đoàn Kim Chung 5 trước năm 1975 cũng được quay video như Đêm lạnh chùa hoang, Tây Thi, Máu nhuộm sân chùa, Kiếp nào có yêu nhau, Băng Tuyền nữ chúa, .... Sau thập niên 1990, nghệ sĩ Lệ Thủy đi lưu diễn thường xuyên ở các tỉnh miền Tây, các vùng sâu, đem tiếng hát của mình gần hơn với khán giả nông thôn.
Sân khấu cải lương ngày càng gặp nhiều khó khăn. Bà cùng Diệp Lang và Minh Vương thành lập chương trình Những dấu ấn không phai trực thuộc Nhà hát Cải lương Trần Hữu Trang quy tụ các nghệ sĩ tham gia biểu diễn các vở tuồng kinh điển ngày xưa. Các vở diễn của chương trình như Giấc mộng đêm xuân, Tình mẫu tử, Một ngày làm vua, Đêm giao thừa,...
Năm 2008, chương trình được hoạt động với tên gọi là nhóm xã hội hóa "Sân khấu vàng" trực thuộc Nhà hát Trần Hữu Trang nhằm tập hợp các nghệ sĩ tham gia biểu diễn đồng thời doanh thu từ chương trình dành vào cho hoạt động xây tặng nhà tình thương. Đến nay, "Sân khấu vàng" do Lệ Thủy và Minh Vương thành lập đã dựng các vở diễn như Sông dài, Lá sầu riêng, Một ông hai bà, Đêm lạnh chùa hoang, ... và đã trao tặng hơn 30 căn nhà tình thương cho các gia đình khó khăn.
Hiện tại, bà vẫn cộng tác thường xuyên với Nhà hát Cải lương Trần Hữu Trang trong các chương trình biểu diễn phục vụ công chúng và tham gia đi show ở các tỉnh thành.
Năm 2020, Lệ Thủy bất ngờ xuất hiện trong chương trình Ký ức vui vẻ mùa 3 khiến các khách mời ngưỡng mộ. Bà rất hiếm khi nhận lời tham gia các chương trình, khi được con trai Dương Đình Trí khuyến khích bà mới nhận lời.

## Danh hiệu, giải thưởng
- Giải Thanh Tâm (năm 1964) cùng với Thanh Sang, Lệ Thủy cũng là nữ nghệ sĩ trẻ thứ nhì đoạt giải này sau 10 lần tổ chức. Ngọc Giàu là nghệ sĩ đoạt giải Thanh Tâm trẻ tuổi nhất, lúc 15 tuổi.
- Giải Kim Khánh (1972 và 1974).
- Giải A1 Hội diễn sân khấu chuyên nghiệp toàn quốc (1980).
- Nghệ sĩ được yêu thích nhất năm 1989, hạng nhất với 5849 phiếu bầu chọn của độc giả báo Sân khấu Thành phố Hồ Chí Minh tổ chức.
- Danh ca vọng cổ được yêu thích nhất năm 1990, hạng 2 (sau Minh Vương) do báo Sân khấu Thành phố Hồ Chí Minh tổ chức.
- Nghệ sĩ được yêu thích nhất năm 1990, hạng 4 với 2664 phiếu bầu chọn của độc giả báo Sân khấu Thành phố Hồ Chí Minh tổ chức.
- Giải Đôi nam – nữ diễn viên cải lương được yêu thích nhất năm 1992 (cùng Minh Vương), với 7993 phiếu bầu chọn do báo Sân khấu Thành phố Hồ Chí Minh tổ chức.
- Nghệ sĩ đóng Video cải lương được yêu thích nhất năm 1992, hạng nhì trong top 10 (xếp sau Vũ Linh) với 4286 phiếu bầu chọn của đọc giả báo Sân khấu Thành phố Hồ Chí Minh tổ chức.
- Danh hiệu Nghệ sĩ Ưu tú đợt 3 năm 1993.
- Kỷ lục Guinness Việt Nam 2008 cho Đôi bạn diễn lâu năm và ưng ý nhất (cùng Minh Vương).
- Giải Mai vàng cho hạng mục Nữ diễn viên cải lương được yêu thích nhất do báo Người lao động tổ chức năm 2008 và 2009.
- Danh hiệu Nghệ sĩ Nhân dân đợt 7 năm 2012[4].
- Giải thưởng truyền hình HTV Awards 2013 cho Nữ nghệ sĩ cải lương được yêu thích nhất.
- Giải Đào Tấn 2024 do Viện Nghiên cứu Bảo tồn và Phát huy Văn hóa Dân tộc trao tặng

## Gia đình
Năm 1973, Lệ Thủy lập gia đình với ông Dương Đình Trúc và có 3 con. Người con trai thứ hai của bà sau khi tốt nghiệp đại học ở Úc đã về Việt Nam làm ca sĩ với nghệ danh Dương Đình Trí. Năm 2009, Dương Đình Trí tổ chức liveshow Bước chân hai thế hệ nhân dịp sinh nhật lần thứ 61 của mẹ mình.

## Nhận xét
Soạn giả Viễn Châu nhận xét: "Lệ Thủy có một giọng ca hiếm hoi trong làng cổ nhạc, với chất giọng kim pha thổ, đã từng được báo giới Sài Gòn trước đây phong tặng là giọng ca chuông ngân". Năm 1964, khi soạn giả Viễn Châu kết hợp tân nhạc và cổ nhạc để tạo nên bản tân cổ giao duyên, ông đã chọn giọng ca Lệ Thủy thể hiện cho thử nghiệm này với bài hát Chàng là ai.
Diệp Lang nhận xét Lệ Thủy là "cô đào ngoại hạng" của sân khấu cải lương.

## Một số tác phẩm tân cổ nổi danh
- Anh hãy về đi (Tân nhạc: Ngân Trang – Sang Đông; cổ nhạc: Thế Châu)
- Áo mới Cà Mau (Nhạc: Thanh Sơn; lời vọng cổ: NSND Viễn Châu)
- Bạch Thu Hà (Tác giả: NSND Viễn Châu)
- Bánh bông lan (Tác giả: Quế Chi – Viết Chung)
- Bìm bịp kêu (Tác giả: Loan Thảo)
- Biên giới về khuya (Tác giả: NSND Viễn Châu)
- Bông bí vàng (Tân nhạc: NSƯT Bắc Sơn; cổ nhạc: Dương Đình Trí)
- Bức tranh hòa bình (Tân nhạc: Hoài Linh; cổ nhạc: Loan Thảo)
- Căn nhà màu tím (Tân nhạc: Hoài Linh; cổ nhạc: Loan Thảo)
- Cánh thiệp đầu xuân (Tân hạc: Lê Dinh – Minh Kỳ; cổ nhạc: Hoàng Song Việt)
- Cau Hà Châu têm trầu Xuân Mỹ (Tác giả: NSND Viễn Châu)
- Cha ơi (Sáng tác: Dương Đình Trí)
- Chàng là ai? (Tác giả: NSND Viễn Châu)
- Chiều lên bản Thượng (Tác giả: NSND Viễn Châu)
- Chuyến tàu hoàng hôn (Nhạc: Hoài Linh – Minh Kỳ; lời vọng cổ: Loan Thảo)
- Chuyện tình nàng Buram (Tân nhạc: Ngân Giang; cổ nhạc: Loan Thảo)
- Chuyến xe cuối tuần (Tác giả: Viễn Sơn)
- Cô bán đèn hoa giấy (Tác giả: Quy Sắc)
- Cô gái bán sầu riêng (Tác giả: NSND Viễn Châu)
- Cô gái Đồ Long (Tân nhạc: Nguyễn Văn Đông; cổ nhạc: NSND Viễn Châu)
- Cô hàng chè tươi (Tác giả: NSND Viễn Châu)
- Con gái của mẹ (Tân nhạc: Giao Tiên; cổ nhạc: Loan Thảo)
- Cơn mê tình ái (Tân nhạc: Tuấn Hải; cổ nhạc: Trung Hiếu)
- Còn tìm đâu nữa
- Đêm tiễn đưa (Tân nhạc: Lam Phương; cổ nhạc: Loan Thảo)
- Đêm trao kỷ niệm (Tân nhạc: NS Hùng Cường; cổ nhạc: Loan Thảo)
- Dòng sông quê em (Tân nhạc: Trương Quang Lục; cổ nhạc: Huyền Nhung)
- Đường về hai thôn
- Duyên quê (Tân nhạc: Hoàng Thi Thơ; lời vọng cổ: Loan Thảo)
- Duyên tình
- Em bé đá
- Em bé đánh giày (Tác giả: Thu An)
- Em thương người nghệ sĩ
- Ga chiều
- Gặp lại cố nhân
- Giấc ngủ đầu nôi
- Hái hoa
- Hành trình trên đất phù sa (Tân nhạc: Thanh Sơn; lời vọng cổ: Dương Đình Trí)
- Hát về sông Bé
- Hoa trinh nữ
- Hương cau quê ngoại
- Khổ tâm
- Lá sầu riêng (Nhạc: Hoàng Cầm – Nguyễn Chi; lời vọng cổ: Viễn Châu)
- Lá trầu xanh (Tác giả: Viễn Châu)
- Lan và Điệp (Sáng tác: Viễn Châu)
- Lương Sơn Bá – Chúc Anh Đài
- Lý chim quyên (Sáng tác: Loan Thảo)
- Lý ngựa ô (Sáng tác: Loan Thảo)
- Mất nhau rồi
- Mẹ tôi (Tân nhạc: Nhị Hà; cổ nhạc: Đình Trí)
- Mơ hoa (Nhạc: Hoàng Giác; lời vọng cổ: NSƯT Xuân Hỷ)
- Mưa trên phố Huế (Tân nhạc: Minh Kỳ – Tôn Nữ Thụy Khương; cổ nhạc: Viễn Châu)
- Nấu bánh đêm xuân (Sáng tác: Quy Sắc)
- Ngày em về thăm quê tôi
- Ngợi ca quê hương em (Nhạc: Thanh Sơn; lời vọng cổ: Đình Trí)
- Nhất kiếm bá vương
- Quê hương (Thơ: Đỗ Trung Quân; nhạc: Giáp Văn Thạch; lời vọng cổ: Phan Văn Thanh)
- Sương lạnh chiều đông (Tân nhạc: Mạnh Phát; cổ nhạc: Loan Thảo)
- Tấm ảnh không hồn
- Thành phố buồn
- Thương hoài ngàn năm (Sáng tác: Dương Đình Trí)
- Thương màu áo lam (Tân nhạc: Vũ Ngọc Toản; cổ nhạc: Bạch Tuyết)
- Thương nhau lý tơ hồng (Nhạc: Trương Quang Tuấn; lời vọng cổ: Viễn Châu)
- Tiền và lá
- Tình ca quê hương (Nhạc: Việt Lang; lời vọng cổ: Bạch Tuyết)
- Tình đẹp mùa chôm chôm
- Tình xuân (Tác giả: Hoàng Song Việt)
- Trái tim Đồ Chiểu
- Trăng tàn trên hè phố
- Trên dòng sông Hậu
- Ước nguyện đầu xuân
- Về chung một mái nhà (Nhạc: Xuân Tiên – Y Vân; lời vọng cổ: Nguyễn Thiên Đặng)
- Vĩnh biệt (Tân nhạc: Lam Phương; cổ nhạc: Loan Thảo)
- Xe hoa cách biệt
- Xin gọi nhau là cố nhân
- Xuân đẹp làm sao (Tân nhạc: Thanh Sơn; cổ nhạc: Dương Đình Trí)

Ngoài ra, còn có các bài tân nhạc như
- Miền Tây quê tôi (Cao Minh Thu)
- Nỗi buồn mẹ tôi (Nhạc: Minh Vy)
- Hồn quê
- Thương lắm quê tôi
- Tết miền Tây (Nhạc: Cao Minh Thu)

## Các vai diễn nổi bật
- Áo cưới trước cổng chùa (vai Xuân Tự)
- Cây sầu riêng trổ bông (vai Hạnh)
- Cô gái Đồ Long (vai Chu Chỉ Nhược)
- Dạ Xoa hoàng hậu (vai Chung Vô Diệm)
- Đêm lạnh chùa hoang (vai Hồ Bảo Xuyên)
- Dốc sương mù (vai Xuyên Đảo Phương Tử)
- Đời cô Lựu (vai Kim Anh)
- Hàn Mặc Tử (vai Mai Đình)
- Hoa Mộc Lan (vai Hoa Mộc Lan)
- Kiếp nào có yêu nhau (vai Quế Minh)
- Lôi vũ (vai Lỗ Tứ Phượng)
- Lỡ bước sang ngang (vai Cẩm Nhung)
- Máu nhuộm sân chùa (vai Bạch Thiên Nga)
- Mưa rừng (vai K'Lai)
- Mùa xuân ngủ trong đêm (vai Bạch Thiên Hương)
- Người tình trên chiến trận (vai A Khắc Thiên Kiều)
- Nửa đời hương phấn (vai Diệu)
- Tái sanh duyên (vai Mạnh Lệ Quân)
- Tây Thi gái nước Việt (vai Tây Thi)
- Tiêu Anh Phụng (vai Công chúa)
- Tô Ánh Nguyệt (vai Nguyệt)
- Trắng hoa mai (vai Thiên Kiều)
- Trúng độc đắc (vai Tý)
- Xin một lần yêu nhau (vai Hồ Như Thủy)